# Музей Мологского края имени Н. М. Алексеева
Музей Мологского края имени Н. М. Алексеева ― филиал Рыбинского историко-архитектурного и художественного музея-заповедника, посвящённый природно-культурному и историческому наследию Молого-Шекснинского междуречья, большая часть которого была затоплена в 1940-х годах в результате создания Рыбинского водохранилища. В зоне затопления оказались старинный русский город Молога и более 700 сёл и деревень, а с ними — множество замечательных памятников истории и культуры.
Музей располагается в Тихвинской часовне бывшего подворья Мологского Афанасьевского монастыря в городе Рыбинске и является своеобразным островком уцелевшей мологской старины.

## История здания
Проект строительства подворья Мологского Афанасьевского монастыря на пожертвованной в его пользу рыбинской городской земле был утверждён в 1869 году. На первом этаже подворья предполагалось устройство часовни с отдельным уличным входом.
Здание часовни было построено в 1871 году и освящено в честь Тихвинской иконы Божией Матери. Её внутреннее убранство состояло из столярного иконостаса с 13 иконами. На фасаде был установлен четырёхколонный портик с треугольным фронтоном, который в настоящее время утрачен.

## Экспозиция

В экспозиции музея представлены предметы быта и интерьера мологжан

Идея создания музея затопленного города Мологи впервые была выдвинута в конце 1980-х годов неформальным землячеством мологжан, существовавшем с 1969 года в Ленинграде и Рыбинске.
Благодаря энергичной работе инициативной группы мологжан, администрации Рыбинского музея и отдела культуры Рыбинского горисполкома для этой цели было выделено здание часовни бывшего подворья Мологского Афанасьевского монастыря в Рыбинске. 12 августа 1995 года в отреставрированной часовне состоялось официальное открытие Музея Мологского края.
Первым руководителем музея стал Николай Макарович Алексеев (1951—2007), научный сотрудник Рыбинского музея-заповедника. Он же написал научную концепцию экспозицию и тематико-экспозиционный план. В 2009 году музею было присвоено его имя.
Художественное решение экспозиции выполнили два рыбинских художника — Любовь Ивановна Менчикова и Александр Михайлович Жданов, которые активно и плодотворно работали с музеем на протяжении многих лет.
Экспозиция музея насчитывает более 300 экспонатов и включает, в частности, коллекции Мологского краеведческого музея, ликвидированного в 1936 году. Среди экспонатов — дворянская мебель, церковная утварь, вещи домашнего обихода, а также предметы, найденные в ходе археологических раскопок и экспедиций на Рыбинское водохранилище. Ежегодно музейное собрание пополняется новыми экспонатами. Вещи, переданные мологжанами и их потомками, становятся гармоничным дополнением музея и дают представление об истории, культуре и экономике Мологского края.

## Издательская деятельность
- Мусины-Пушкины в истории России. — Рыбинск, 1998.
- Литературно-исторический журнал «Молога». — № 1, 2, 3.